# バンカー GO-42
バンカーGO-42(ブンケル42、バンカー42、冷戦博物館)はモスクワの地下鉄タガンスカヤ駅の近くに位置する防空壕、地下壕（地下シェルター、バンカー）である。地下65メートルの深さで、面積は7,000平方メートルである。冷戦後の情報公開によりその存在が公にされ、現在は博物館およびコミュニケーションセンターとして一般公開されている。

## 設備の概要
食料品倉庫、空気リサイクルシステム、ディーゼル発電機のおかげで、約600人が外部の支援なしで30日間この複合施設に住み、働くことができた。
この地下施設はモスクワの地下鉄建設に使われたものと同じ技術で作られており、コルツェヴァヤ線に2本の地下通路で直結されていた。1番目の通路は「クルスカヤ駅」と「タガンスカヤ駅」の間に、2番目は地下鉄の技術施設に直接つながっていた。
施設で働く労働者は、夜に走る特別列車で地下鉄タガンスカヤ駅を経由して通勤していた。
地上との連絡階段は、耐爆コンクリートで固められ、アパートに偽装され、住民を装った兵士が朝晩に出入りを行った。

## 歴史

### 建物の歴史
アメリカとの核開発競争を意図し、1945年にスターリンの命令により、ソ連の科学者たちは独自の核兵器の開発、および核兵器に対する防御手段の開発を始めた。
1947年の秋にメトロギプトランス研究所で開発計画が練られた、コードネームは「オブジェクト02（ChZ-293）」。
計画によれば、この防空壕はクレムリンの近くに設置され、アメリカとの核戦争が起きてもスターリンやソ連政府がすぐにシェルターにたどり着き国家や軍隊の運営を続けられるようになっていた。設計書の「工事」の欄には「変電所の建設」と（本当の建設意図を隠蔽する言葉が）書かれていた。
1949年に行われたソ連での最初の核実験の後、核爆発に耐える地下壕として、「深さ60メートル、鋳鉄製のトンネル、400年の寿命」という設計上の要件（条件）を打ち出した。
当シェルターの建設は1950年に始まり、1952年には主要構造物の建設が完了した。
1953年夏には生命維持装置の設置が行われた。1954年の春、通信回線の敷設や通信機器の設置を担当する通信担当者が現地で作業を開始した。
キューバ危機のさなかの1962年には「モスクワへの核攻撃」を想定した単独運用が行われ、当時は最大で2,500人が敷地内で待機していた。
冷戦が終結し、ロシアと西側諸国の関係が正常化した後、この施設の軍事的目的は重要度が低下し、2000年に機密解除された。

### 博物館としての活用
2006年、古くなっていた当バンカーをNovik-Service社が購入し、博物館としての改装を行った。
装甲された密閉式のドアや壁に張られた鋼鉄など、かつての「秘密施設」の面影を残しつつ施設を修復し、「冷戦博物館」としての展示物は軍から調達を行った。
2020年現在の日本円にして約3000円で70分の見学ツアーを実施しており、バンカー内部へ潜り、「施設の歴史」を学び「核戦争シミュレーション」体験を行うことができる。
2008年にはドミトリー・グルホフスキーによるポストアポカリプス小説『Metro 2033』の発表会や、コンピュータゲーム『Red Alert 3』のワールドプレミアが開催されるなど、博物館としてだけでなく文化センターとしても活用されている。

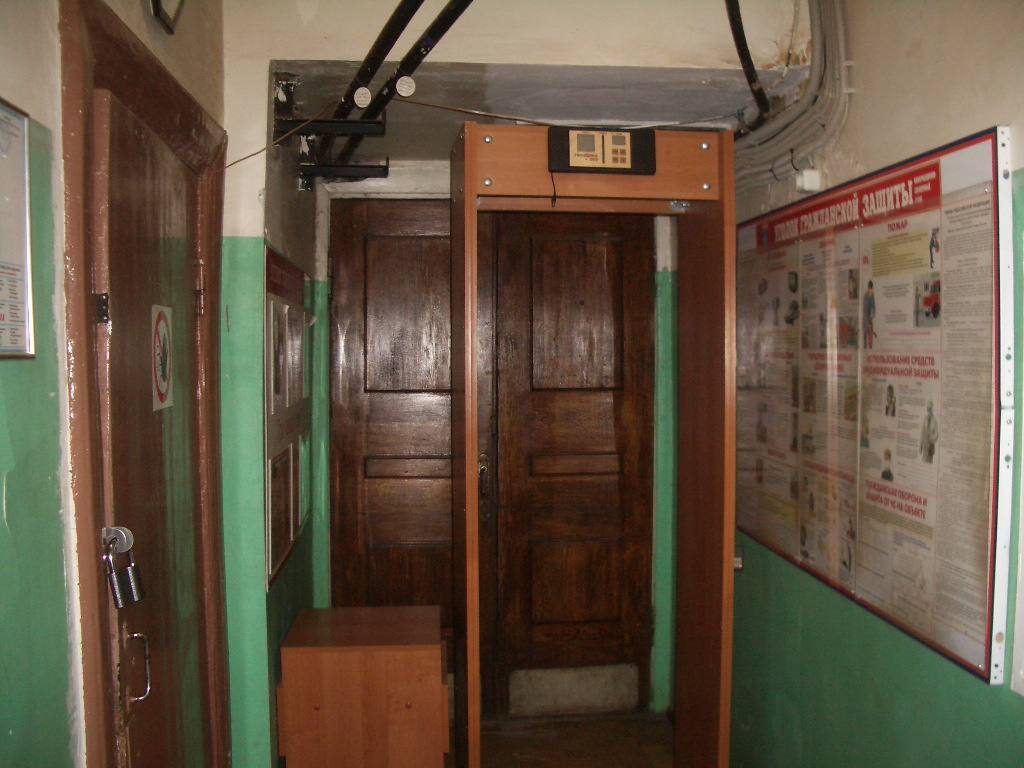
入り口
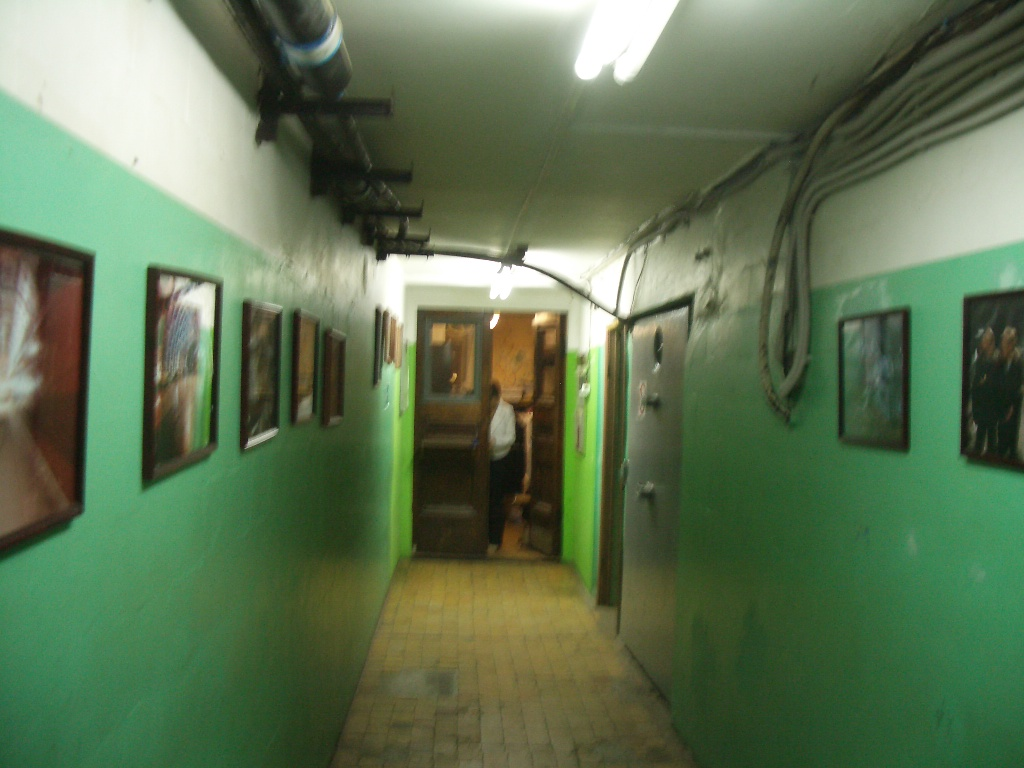
回廊
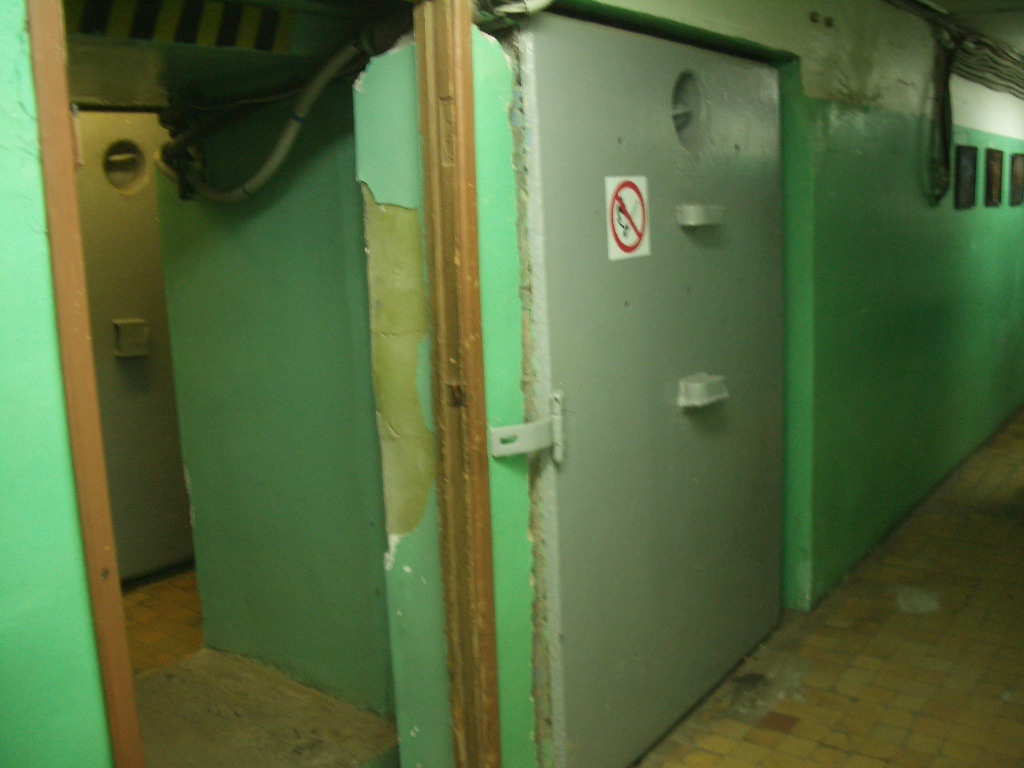
厚さ1m弱の密閉ドア、
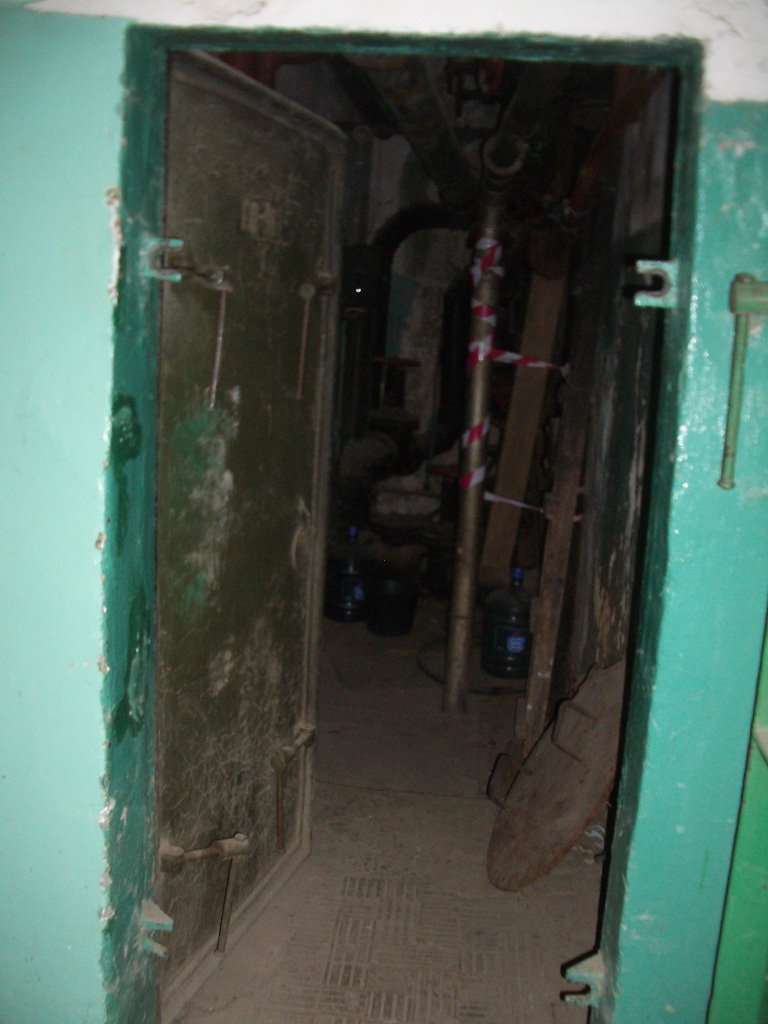
フィルタールーム
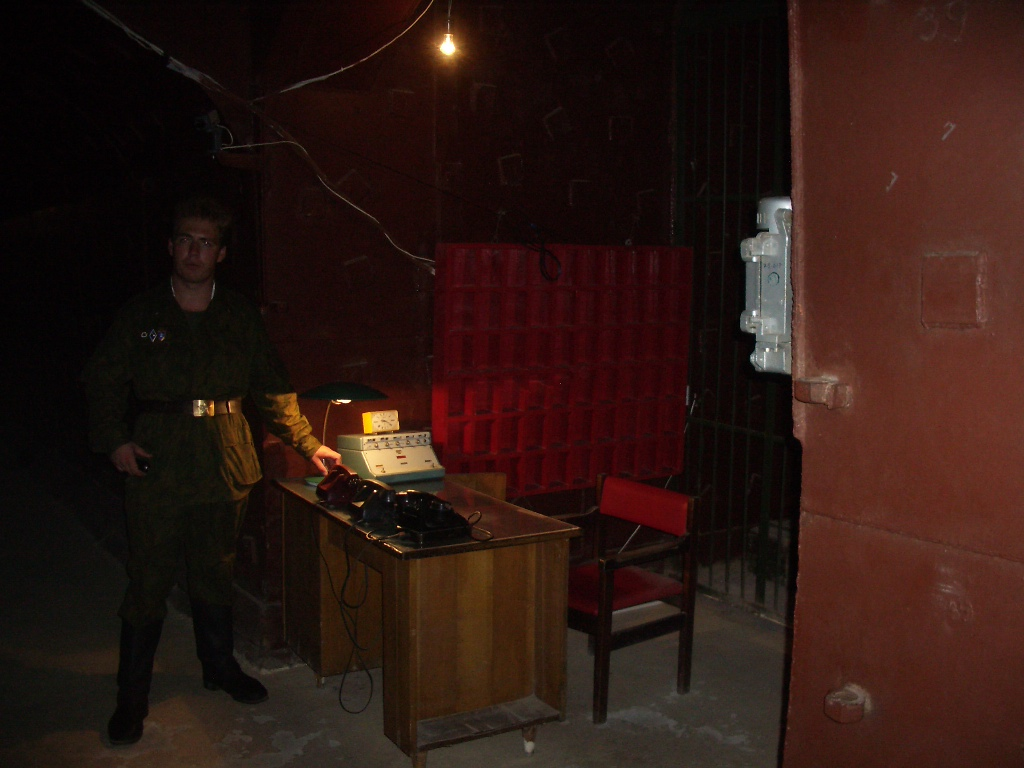
指揮所
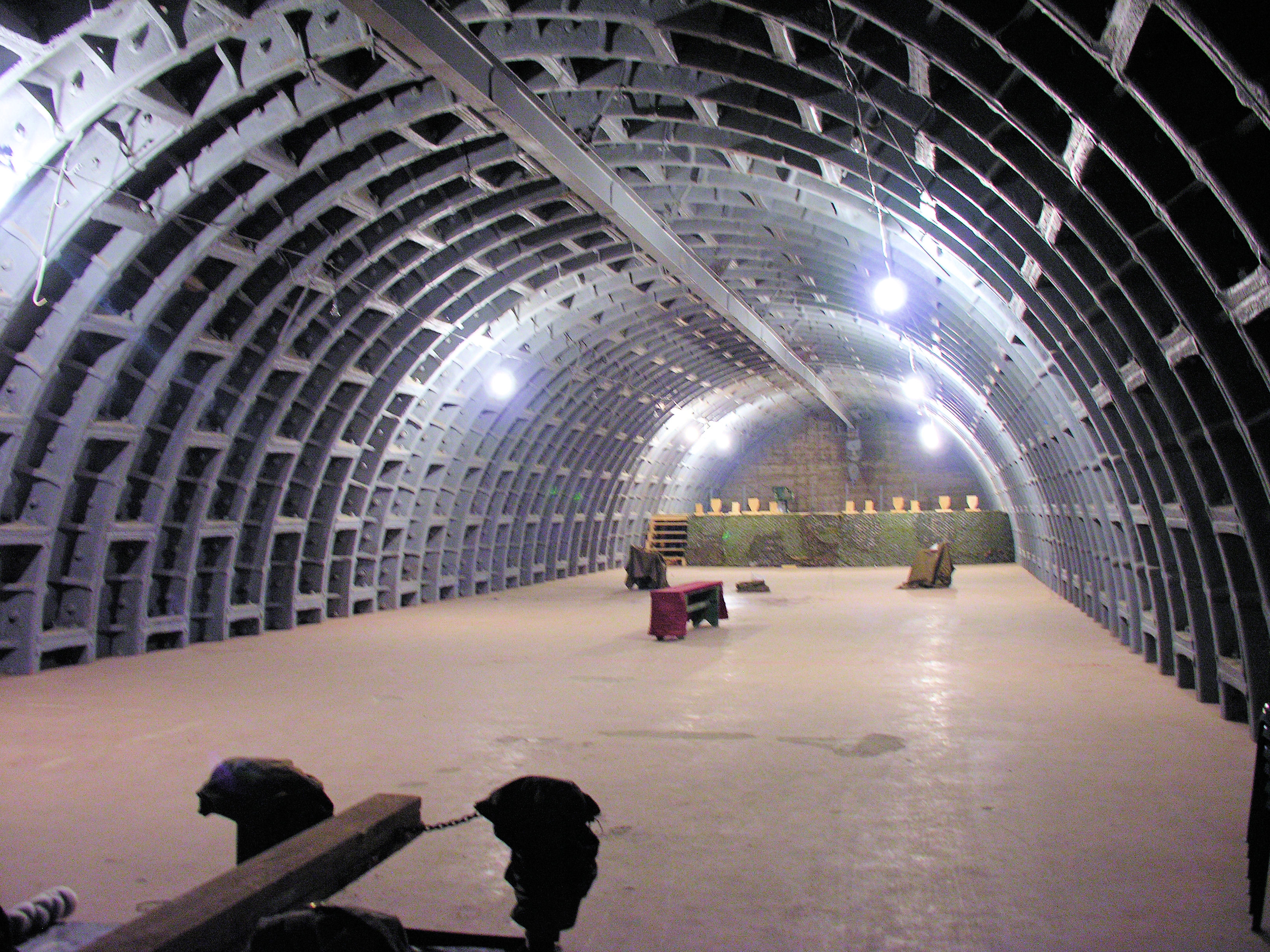
第一ブロック
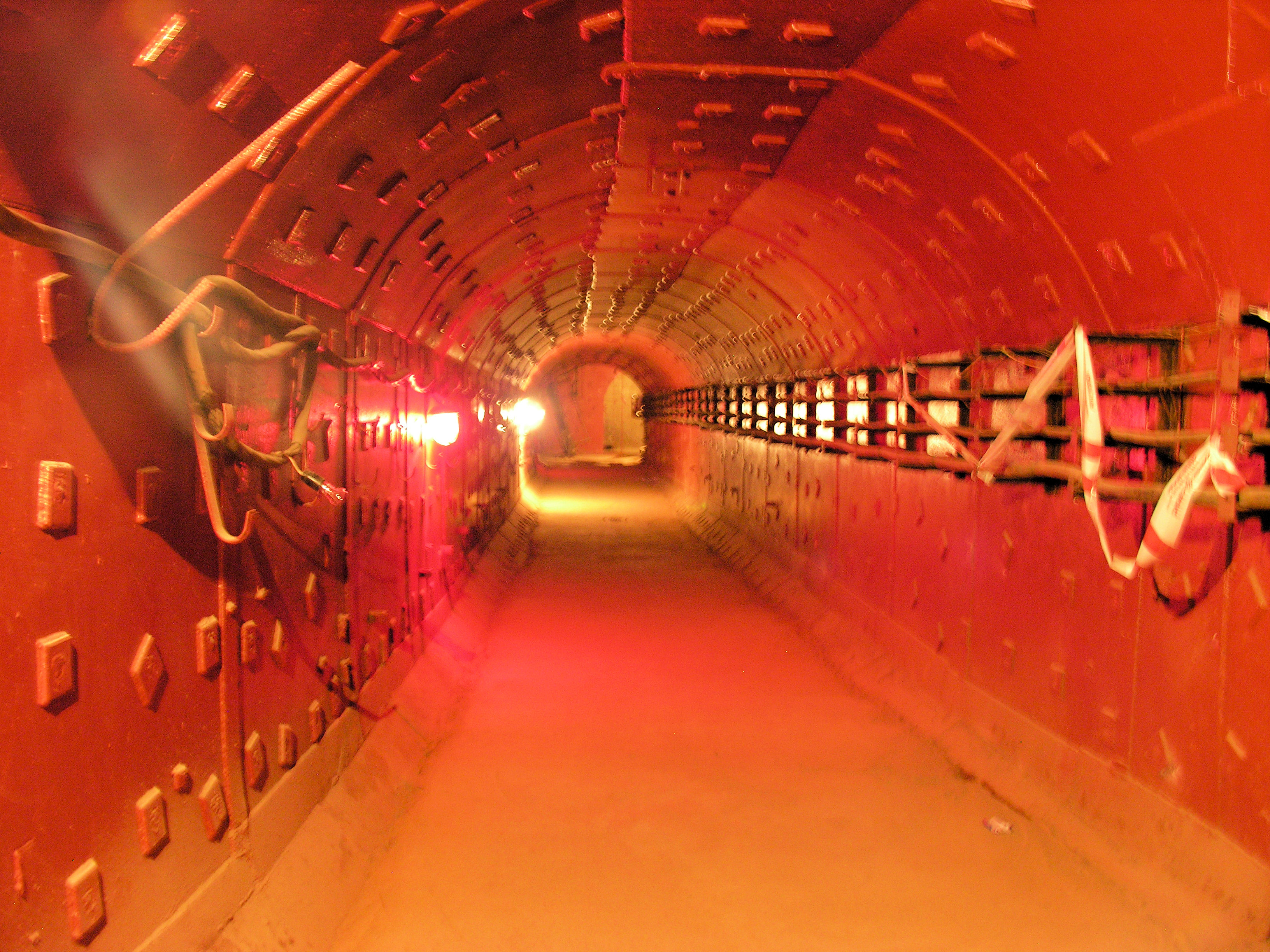
地下鉄への連絡通路
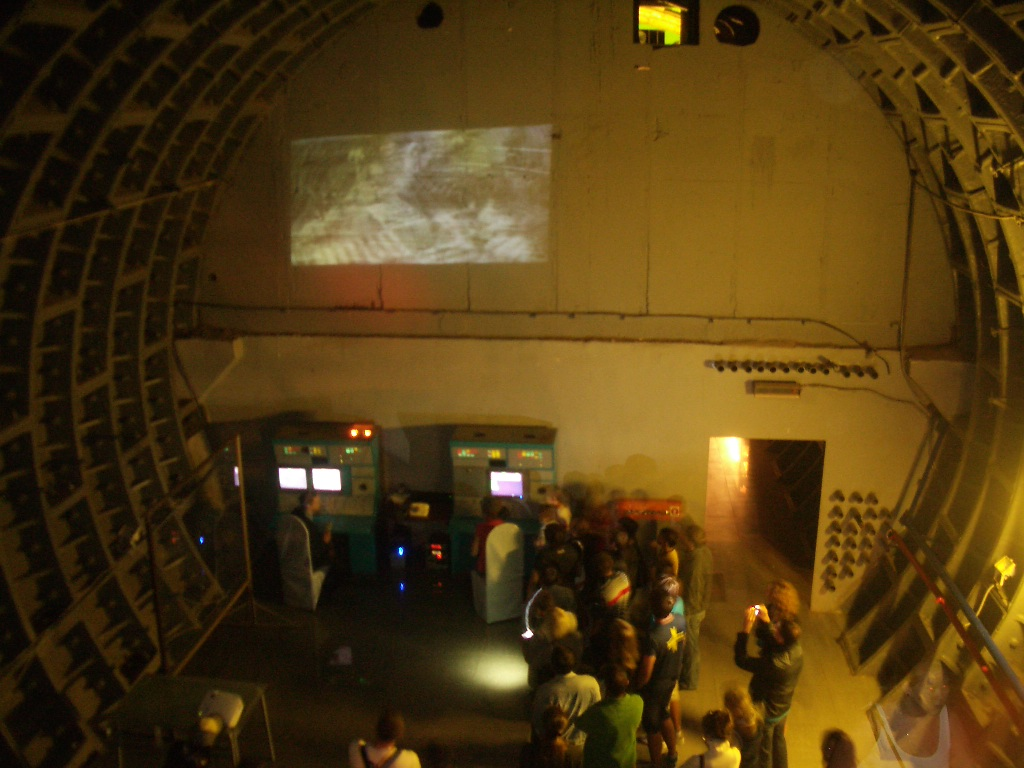
核ミサイル発射体験の様子
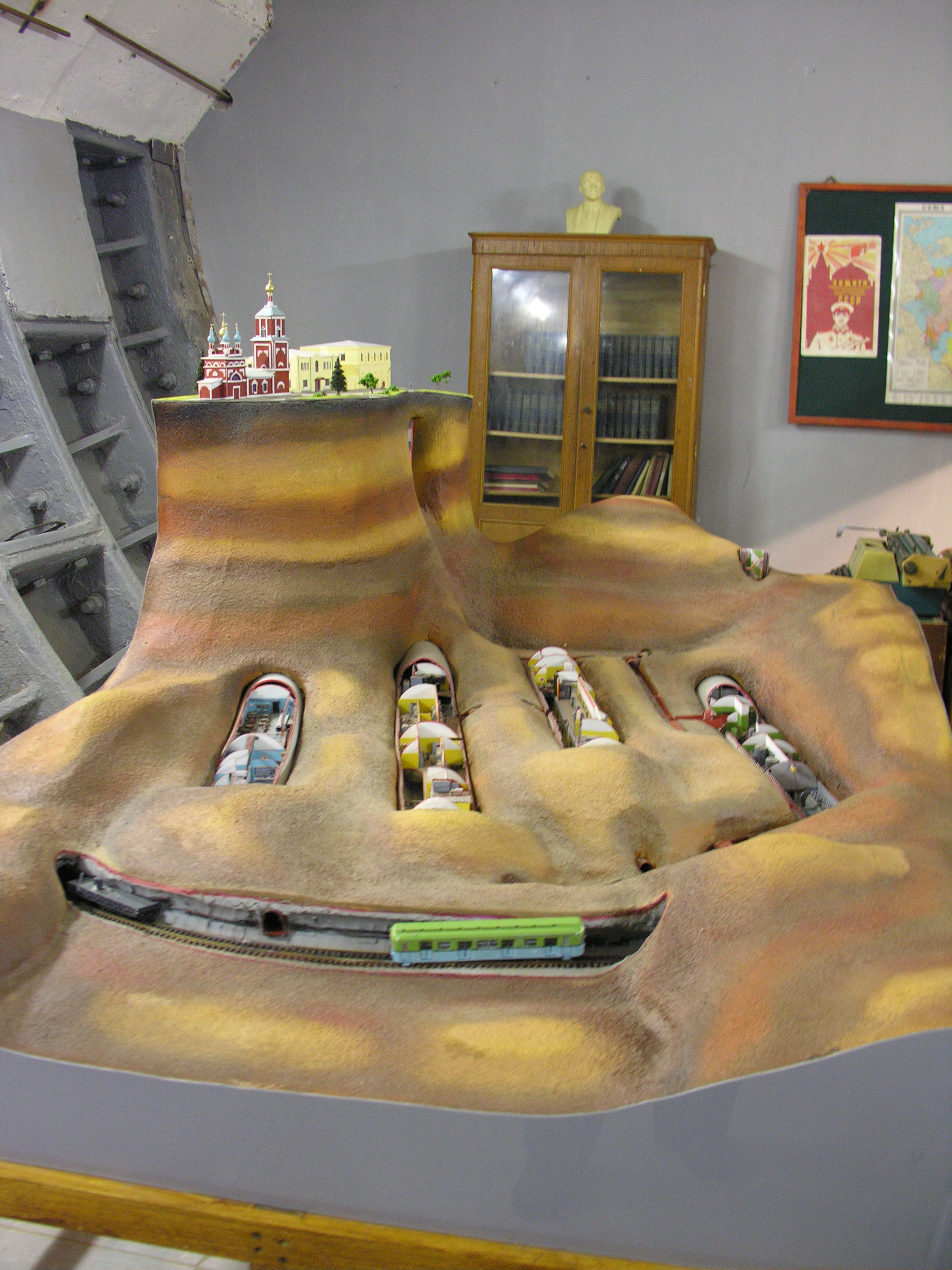
施設全景の模型